# Belgique aux Jeux paralympiques d'été de 2024
La Belgique participe aux Jeux paralympiques d'été de 2024 à Paris. C'est sa dix-septième participation aux Jeux depuis 1960.
Manon Claeys (Dressage) et Joachim Gérard (Tennis) seront les porte-drapeaux de la Belgique lors de la cérémonie d'ouverture le 28 août 2024.

## Bilan général

### Bilan par sport
| Place | Sport              | Médaille d'or, Jeux paralympiques | Médaille d'argent, Jeux paralympiques | Médaille de bronze, Jeux paralympiques | Total | Rang pays |
| ----- | ------------------ | --------------------------------- | ------------------------------------- | -------------------------------------- | ----- | --------- |
| 1     | Athlétisme         | 4                                 | 1                                     | 1                                      | 6     | 15e       |
| 2     | Équitation         | 2                                 | 0                                     | 0                                      | 2     | 3e        |
| 3     | Tennis de table    | 1                                 | 0                                     | 0                                      | 1     | 11e       |
| 4     | Cyclisme sur route | 0                                 | 2                                     | 2                                      | 4     | 15e       |
| 5     | Cyclisme sur piste | 0                                 | 1                                     | 0                                      | 1     | 9e        |
| Total | Total              | 7                                 | 4                                     | 3                                      | 14    | 20e       |

### Bilan par jour de compétition
| Jour        | Médaille d'or, Jeux paralympiques | Médaille d'argent, Jeux paralympiques | Médaille de bronze, Jeux paralympiques | Total |
| ----------- | --------------------------------- | ------------------------------------- | -------------------------------------- | ----- |
| 29 août     | 0                                 | 0                                     | 0                                      | 0     |
| 30 août     | 1                                 | 1                                     | 0                                      | 2     |
| 31 août     | 0                                 | 0                                     | 0                                      | 0     |
| 1 septembre | 0                                 | 0                                     | 0                                      | 0     |
| 2 septembre | 0                                 | 0                                     | 0                                      | 0     |
| 3 septembre | 0                                 | 0                                     | 1                                      | 1     |
| 4 septembre | 2                                 | 2                                     | 2                                      | 6     |
| 5 septembre | 1                                 | 0                                     | 0                                      | 1     |
| 6 septembre | 1                                 | 1                                     | 0                                      | 2     |
| 7 septembre | 2                                 | 0                                     | 0                                      | 2     |
| 8 septembre | 0                                 | 0                                     | 0                                      | 0     |
| Total       | 7                                 | 4                                     | 3                                      | 14    |

### Bilan par sexe
| Sexe   | Médaille d'or, Jeux paralympiques | Médaille d'argent, Jeux paralympiques | Médaille de bronze, Jeux paralympiques | Total |
| ------ | --------------------------------- | ------------------------------------- | -------------------------------------- | ----- |
| Hommes | 3                                 | 4                                     | 3                                      | 10    |
| Femmes | 2                                 | 0                                     | 0                                      | 2     |
| Mixte  | 2                                 | 0                                     | 0                                      | 2     |
| Total  | 7                                 | 4                                     | 3                                      | 14    |

### Multi-médaillés
| Athlète        | Sport(s)                                 | Médaille d'or, Jeux paralympiques | Médaille d'argent, Jeux paralympiques | Médaille de bronze, Jeux paralympiques | Total |
| -------------- | ---------------------------------------- | --------------------------------- | ------------------------------------- | -------------------------------------- | ----- |
| Léa Bayekula   | Athlétisme                               | 2                                 | 0                                     | 0                                      | 2     |
| Maxime Carabin | Athlétisme                               | 2                                 | 0                                     | 0                                      | 2     |
| Michèle George | Équitation                               | 2                                 | 0                                     | 0                                      | 2     |
| Peter Genyn    | Athlétisme                               | 0                                 | 1                                     | 1                                      | 2     |
| Ewoud Vromant  | Cyclisme sur route et Cyclisme sur piste | 0                                 | 1                                     | 1                                      | 2     |

## Médaillés
| Sport                   | Discipline                    | Sportifs            | Performance            | Date        |
| Médailles d’or : 7      |                               |                     |                        |             |
| Athlétisme              | 400 metres T52                | Maxime Carabin      | 55.10 s                | 30 août     |
| Équitation              | Grand prix individuel grade V | Michèle George      | 76,692 pts             | 4 septembre |
| Athlétisme              | 100 metres T54                | Léa Bayekula        | 15.50 s                | 4 septembre |
| Athlétisme              | 400 metres T54                | Léa Bayekula        | 53.05 s                | 5 septembre |
| Athlétisme              | 100 metres T52                | Maxime Carabin      | 16.70 s                | 6 septembre |
| Équitation              | Grand prix libre grade V      | Michèle George      | 81,470 pts             | 7 septembre |
| Tennis de table         | Individuel – Classe 9         | Laurens Devos       | bat Lucas Didier (3-0) | 7 septembre |
| Médailles d’argent : 4  |                               |                     |                        |             |
| Cyclisme sur piste      | Poursuite - C2                | Ewoud Vromant       | 3 min 28 s 062         | 30 août     |
| Cyclisme sur route      | Contre-la-montre - H1         | Maxime Hordies      | 35 min 11 s 13         | 4 septembre |
| Cyclisme sur route      | Contre-la-montre - C2         | Ewoud Vromant       | 19 min 26 s 61         | 4 septembre |
| Athlétisme              | 100 metres T51                | Peter Genyn         | 20.47 s                | 6 septembre |
| Médailles de bronze : 3 |                               |                     |                        |             |
| Athlétisme              | 200 metres T51                | Peter Genyn         | 38.65 s                | 3 septembre |
| Cyclisme sur route      | Contre-la-montre - T1-2       | Tim Celen           | 23 min 27 s 64         | 4 septembre |
| Cyclisme sur route      | Contre-la-montre - H4         | Jonas Van de Steene | 41 min 52 s 22         | 4 septembre |

## Nombre d’athlètes qualifiés par sport
Voici la liste des qualifiés belges par sport :
| Sport           | Femmes | Hommes | Total |
| --------------- | ------ | ------ | ----- |
| Athlétisme      | 3      | 4      | 7     |
| Badminton       | 1      | 0      | 1     |
| Boccia          | 0      | 1      | 1     |
| Cyclisme        | 0      | 6      | 6     |
| Equitation      | 3      | 1      | 4     |
| Natation        | 1      | 2      | 3     |
| Tennis fauteuil | 0      | 1      | 1     |
| Tennis de table | 0      | 4      | 4     |
| Tir à l'arc     | 0      | 1      | 1     |
| Triathlon       | 0      | 1      | 1     |
| Total           | 8      | 21     | 29    |

## Résultats

### Athlétisme
Hommes
| Athlètes          | Épreuve      | Série   | Série | Demi-finales | Demi-finales | Finale  | Finale                            |
| Athlètes          | Épreuve      | Temps   | Rang  | Temps        | Rang         | Temps   | Rang                              |
| ----------------- | ------------ | ------- | ----- | ------------ | ------------ | ------- | --------------------------------- |
| Maxime Carabin    | 100 m T52    | 16.21 s | 1er   | NC           | NC           | 16.70 s | Médaille d'or, Jeux paralympiques |
| Maxime Carabin    | 400 m T52    | 54.48 s | 1er   | NC           | NC           | 55.10 s | Médaille d'or, Jeux paralympiques |
| Peter Genyn       | 100 m T51    |         |       |              |              |         |                                   |
| Peter Genyn       | 200 m T51    |         |       |              |              |         |                                   |
| Roger Habsch (en) | 100 m T51    |         |       |              |              |         |                                   |
| Roger Habsch (en) | 200 m T51    |         |       |              |              |         |                                   |
| Martin Clobert    | Marathon T12 | NC      | NC    |              |              |         |                                   |

Femmes
| Athlètes       | Épreuve   | Série | Série | Demi-finales | Demi-finales | Finale | Finale                            |
| Athlètes       | Épreuve   | Temps | Rang  | Temps        | Rang         | Temps  | Rang                              |
| -------------- | --------- | ----- | ----- | ------------ | ------------ | ------ | --------------------------------- |
| Léa Bayekula   | 100 m T54 |       |       |              |              |        | Médaille d'or, Jeux paralympiques |
| Léa Bayekula   | 400 m T54 |       |       |              |              |        | Médaille d'or, Jeux paralympiques |
| Léa Bayekula   | 800 m T54 |       |       |              |              |        | 5e                                |
| Kiara Maene    | 400 m T20 |       |       |              |              |        |                                   |
| Selma Van Kerm | 400 m T37 |       |       |              |              |        |                                   |

### Badminton
| Athlète    | Compétition | Phase de Poules     | Phase de Poules     | Phase de Poules     | Phase de Poules | Quart de finale     | Demi-finale         | Finale Match pour la 3e place | Finale Match pour la 3e place |
| Athlète    | Compétition | Adversaire Résultat | Adversaire Résultat | Adversaire Résultat | Rang            | Adversaire Résultat | Adversaire Résultat | Adversaire Résultat           | Rang                          |
| ---------- | ----------- | ------------------- | ------------------- | ------------------- | --------------- | ------------------- | ------------------- | ----------------------------- | ----------------------------- |
| Man-Kei To | Simple WH1  | [[]]                | [[]]                | [[]]                | e               | [[]]                | [[]]                | [[]]                          | e                             |

### Boccia
| Athlète          | Compétition    | Phase de Poule | Phase de Poule | Phase de Poule | Phase de Poule | Phase de Poule | Quart de finale | Demi-Finale | Finale |
| Athlète          | Compétition    | Match 1        | Match 2        | Match 3        | Match 4        | Rang           | Quart de finale | Demi-Finale | Finale |
| ---------------- | -------------- | -------------- | -------------- | -------------- | -------------- | -------------- | --------------- | ----------- | ------ |
| Francis Rombouts | Individuel BC2 |                |                |                |                | e              |                 |             |        |

### Cyclisme

#### Cyclisme sur route
| Athlète                  | Catégorie                | Temps           | Rang |
| ------------------------ | ------------------------ | --------------- | ---- |
| Tim Celen (en)           | Contre-la-montre - MT1-2 | 23 min 27 s 64  | 3e   |
| Tim Celen (en)           | Course en ligne - MT1-2  | 1 h 21 min 25 s | 6e   |
| Louis Clincke (en)       | Contre-la-montre - MC4   | 38 min 22 s 70  | 4e   |
| Louis Clincke (en)       | Course en ligne - MC4-5  | 2 h 32 min 24 s | 12e  |
| Maxime Hordies (en)      | Contre-la-montre - MH1   | 35 min 11 s 13  | 2e   |
| Maxime Hordies (en)      | Course en ligne - MH1    |                 | e    |
| Maxime Hordies (en)      | Relais                   |                 | DNS  |
| Marvin Odent             | Contre-la-montre - MH3   | 46 min 20 s 51  | 4e   |
| Marvin Odent             | Course en ligne - MH3    | 1 h 40 min 0 s  | 6e   |
| Marvin Odent             | Relais                   |                 | DNS  |
| Jonas Van de Steene (nl) | Contre-la-montre - MH4   | 41 min 52 s 22  | 3e   |
| Jonas Van de Steene (nl) | Course en ligne - MH4    |                 | e    |
| Jonas Van de Steene (nl) | Relais                   |                 | e    |
| Ewoud Vromant            | Contre-la-montre - C2    |                 | e    |
| Ewoud Vromant            | Course en ligne - C2     |                 | e    |

#### Cyclisme sur piste
| Athlète       | Catégorie      | Qualifications | Qualifications | Finale Course pour la médaille de bronze | Finale Course pour la médaille de bronze |
| Athlète       | Catégorie      | Résultat       | Rang           | Résultat                                 | Rang                                     |
| ------------- | -------------- | -------------- | -------------- | ---------------------------------------- | ---------------------------------------- |
| Ewoud Vromant | Poursuite - C2 | 3 min 27 s 640 | 2e             | 3 min 28 s 062                           | Médaille d'argent, Jeux paralympiques    |

### Équitation
| Athlète         | Cheval               | Catégorie | Grand Prix individuel | Grand Prix individuel             | Grand Prix libre | Grand Prix libre                  |             | Par équipe | Par équipe | Par équipe |
| Athlète         | Cheval               | Catégorie | Score                 | Rang                              | Score            | Rang                              | Score indiv | Total      | Rang       |            |
| --------------- | -------------------- | --------- | --------------------- | --------------------------------- | ---------------- | --------------------------------- | ----------- | ---------- | ---------- | ---------- |
| Barbara Minneci | Stuart               | Grade III | 67.667                | 7e                                |                  | e                                 | 68.700      | 219.189    | 7e         |            |
| Manon Claeys    | Katharina Sollenburg | Grade IV  | 71.194                | 6e                                |                  | e                                 | 72.621      | 219.189    | 7e         |            |
| Michèle George  | Best of 8            | Grade V   | 76.692                | Médaille d'or, Jeux paralympiques | 81.470           | Médaille d'or, Jeux paralympiques | 77.868      | 219.189    | 7e         |            |
| Kevin Van Ham   | Eros van ons Heem    | Grade V   | 69.692                | 6e                                |                  | e                                 |             | 219.189    | 7e         |            |

### Natation
| Athlète            | Épreuve                  | Séries | Séries | Finale | Finale |
| Athlète            | Épreuve                  | Temps  | Rang   | Temps  | Rang   |
| ------------------ | ------------------------ | ------ | ------ | ------ | ------ |
| Sam de Visser      | 400 mètres nage libre S9 |        | 2e     |        | 6e     |
| Aymeric Parmentier | 100 mètres brasse SB14   |        | e      |        | e      |

| Athlète        | Épreuve                 | Séries | Séries | Finale | Finale |
| Athlète        | Épreuve                 | Temps  | Rang   | Temps  | Rang   |
| -------------- | ----------------------- | ------ | ------ | ------ | ------ |
| Tatyana Lebrun | 100 mètres brasse SB9   |        | e      |        | e      |
| Tatyana Lebrun | 100 mètres papillon S10 |        | e      |        | e      |
| Tatyana Lebrun | 200 mètres 4 nages SM10 |        | e      |        | e      |

### Tennis en fauteuil roulant
| Athlètes (tête de série) | Épreuves        | 1er tour            | 2e tour             | 3e tour             | Quarts de finale    | Demi-finales        | Finale Match pour la 3e place | Finale Match pour la 3e place |
| Athlètes (tête de série) | Épreuves        | Adversaire Résultat | Adversaire Résultat | Adversaire Résultat | Adversaire Résultat | Adversaire Résultat | Adversaire Résultat           | Classement                    |
| ------------------------ | --------------- | ------------------- | ------------------- | ------------------- | ------------------- | ------------------- | ----------------------------- | ----------------------------- |
| Joachim Gérard           | Simple - Hommes | Bye                 |                     |                     |                     |                     |                               |                               |

### Tennis de table
| Athlètes                  | Compétition      | Phase de groupes | Phase de groupes | Phase de groupes | Phase de groupes | Huitièmes de finale                | Quarts de finale            | Demi-finales     | Finale           | Rang                              |
| Athlètes                  | Compétition      | Adversaire Score | Adversaire Score | Adversaire Score | Rang             | Adversaire Score                   | Adversaire Score            | Adversaire Score | Adversaire Score | Rang                              |
| ------------------------- | ---------------- | ---------------- | ---------------- | ---------------- | ---------------- | ---------------------------------- | --------------------------- | ---------------- | ---------------- | --------------------------------- |
| Ben Ashok Despineux       | Simple Classe 7  |                  |                  |                  |                  |                                    |                             |                  |                  |                                   |
| Marc Ledoux               | Simple Classe 8  |                  |                  |                  |                  | Zhao S. (CHN) 0-3                  |                             |                  |                  |                                   |
| Laurens Devos             | Simple Classe 9  |                  |                  |                  |                  |                                    | Gustafsson D. 3-0           | Cepas A. 3-0     | Lucas Didier 3-0 | Médaille d'or, Jeux paralympiques |
| Florian Van Acker         | Simple Classe 11 |                  |                  |                  |                  |                                    |                             |                  |                  |                                   |
| Laurens Devos Marc Ledoux | Double MD9       |                  |                  |                  |                  | Didukh V. / Nikolenko M. (UKR) 3-1 | Lian H. / Zhao S. (CHN) 0-3 |                  |                  |                                   |

### Tir à l'arc
| Athlète           | Compétition           | Tour préliminaire | Tour préliminaire | Trente-deuxièmes de finale | Seizièmes de finale | Huitièmes de finale | Quarts de finale | Demi-finales     | Finale Match pour la 3e place | Rang |
| Athlète           | Compétition           | Score             | Rang              | Adversaire Score           | Adversaire Score    | Adversaire Score    | Adversaire Score | Adversaire Score | Adversaire Score              | Rang |
| ----------------- | --------------------- | ----------------- | ----------------- | -------------------------- | ------------------- | ------------------- | ---------------- | ---------------- | ----------------------------- | ---- |
| Piotr van Montagu | Libre - Arc classique |                   |                   |                            |                     |                     |                  |                  |                               |      |

### Triathlon
| Athlètes     | Catégorie | Natation (750 m) | Transition 1 | Vélo (20 km) | Transition 2 | Course (5 km) | Temps | Résultat |
| ------------ | --------- | ---------------- | ------------ | ------------ | ------------ | ------------- | ----- | -------- |
| Wim de Paepe | PTS2      |                  |              |              |              |               |       |          |